# HD 77258
HD 77258，又名CD-40 4810，SAO 220730、HR 3591，是一颗恒星，视星等为4.45，位于銀經263.33，銀緯3.18，其B1900.0坐标为赤經8h 56m 21.4s，赤緯-40° 3.18′ 51″。